# Élections municipales de 2008 à La Réunion
Les élections municipales de 2008 à La Réunion ont eu lieu les 9 et 16 mars 2008.
Onze des vingt-quatre maires de l'île ont été élus ou réélus dès le 1er tour. C'est à Saint-Joseph que Patrick Lebreton, le maire sortant, a obtenu le meilleur score avec 75,85% des suffrages.

## Maires sortants et maires élus
| Commune                 | Maire sortant         | Parti | Parti | Maire élu              | Parti | Parti |
| ----------------------- | --------------------- | ----- | ----- | ---------------------- | ----- | ----- |
| Bras-Panon              | Daniel Gonthier       |       | UMP   | Daniel Gonthier        |       | UMP   |
| Cilaos                  | Paul-Franco Técher    |       | UMP   | Paul-Franco Técher     |       | UMP   |
| Entre-Deux              | Bachil Moussa Valy    |       | MoDem | Bachil Moussa Valy     |       | MoDem |
| L'Étang-Salé            | Jean-Claude Lacouture |       | UMP   | Jean-Claude Lacouture  |       | UMP   |
| La Plaine-des-Palmistes | Marc Luc Boyer        |       | UMP   | Jean-Luc Saint-Lambert |       | PS    |
| La Possession           | Roland Adrien Robert  |       | PCR   | Roland Adrien Robert   |       | PCR   |
| Le Port                 | Jean-Yves Langenier   |       | PCR   | Jean-Yves Langenier    |       | PCR   |
| Le Tampon               | Didier Robert         |       | UMP   | Didier Robert          |       | UMP   |
| Les Avirons             | Michel Dennemont      |       | MoDem | Michel Dennemont       |       | MoDem |
| Les Trois-Bassins       | Pierre Heideger       |       | DVD   | Roland Ramakistin      |       | PCR   |
| Petite-Île              | Christophe Payet      |       | PS    | Guito Ramoune          |       | PS    |
| Saint-André             | Jean-Paul Virapoullé  |       | UMP   | Éric Fruteau           |       | PCR   |
| Saint-Benoît            | Bertho Audifax        |       | UMP   | Jean-Claude Fruteau    |       | PS    |
| Saint-Denis             | René-Paul Victoria    |       | UMP   | Gilbert Annette        |       | PS    |
| Saint-Joseph            | Patrick Lebreton      |       | PS    | Patrick Lebreton       |       | PS    |
| Saint-Leu               | Jean-Luc Poudroux     |       | UMP   | Thierry Robert         |       | MoDem |
| Saint-Louis             | Cyrille Hamilcaro     |       | NC    | Claude Hoarau          |       | PCR   |
| Saint-Paul              | Alain Bénard          |       | UMP   | Huguette Bello         |       | PCR   |
| Saint-Philippe          | Hugues Salvan         |       | UMP   | Hugues Salvan          |       | UMP   |
| Saint-Pierre            | Michel Fontaine       |       | UMP   | Michel Fontaine        |       | UMP   |
| Sainte-Marie            | Jean-Louis Lagourgue  |       | DVD   | Jean-Louis Lagourgue   |       | DVD   |
| Sainte-Rose             | Bruno Mamindy-Pajany  |       | DVD   | Bruno Mamindy-Pajany   |       | DVD   |
| Sainte-Suzanne          | Maurice Gironcel      |       | PCR   | Maurice Gironcel       |       | PCR   |
| Salazie                 | Stéphane Fouassin     |       | UMP   | Stéphane Fouassin      |       | UMP   |

### Résultats en nombre de maires
| Partis       | Partis                            | Maires sortants | Maires élus | Évolution |
| ------------ | --------------------------------- | --------------- | ----------- | --------- |
|              | Union pour un mouvement populaire | 13              | 7           | 6         |
|              | Mouvement démocrate               | 2               | 3           | 1         |
|              | Divers droite                     | 3               | 2           | 1         |
|              | Nouveau Centre                    | 1               | 0           | 1         |
| Total droite | Total droite                      | 19              | 12          | 7         |
|              | Parti communiste réunionnais      | 3               | 7           | 4         |
|              | Parti socialiste                  | 2               | 5           | 3         |
| Total gauche | Total gauche                      | 5               | 12          | 7         |
| Total        | Total                             | 24              | 24          | -         |

## Résultats dans les communes

### Bras-Panon
- Maire sortant : Daniel Gonthier (UMP)
- 33 sièges à pourvoir au conseil municipal

| Tête de liste  | Tête de liste         | Liste          | Premier tour | Premier tour | Second tour | Second tour | Sièges | Sièges |
| Tête de liste  | Tête de liste         | Liste          | Voix         | %            | Voix        | %           | CM     |        |
| -------------- | --------------------- | -------------- | ------------ | ------------ | ----------- | ----------- | ------ | ------ |
|                | Daniel Gonthier       | UMP            | 2 747        | 48,21        | 3 604       | 59,17       | 27     |        |
|                | Jean-Hugues Ratenon   | DVG            | 1 511        | 26,52        | 1 794       | 29,45       | 5      |        |
|                | Jeannick Atchapa      | DVD            | 1 048        | 18,39        | 693         | 11,38       | 1      |        |
|                | Yvon Michel Ichiza    | PS             | 315          | 5,53         |             |             |        |        |
|                | Yannick Georges Boyer | SE             | 77           | 1,35         |             |             |        |        |
|                |                       |                |              |              |             |             |        |        |
| Inscrits       | Inscrits              | Inscrits       | 8 046        | 100,00       | 8 046       | 100,00      |        |        |
| Abstentions    | Abstentions           | Abstentions    | 2 140        | 26,60        | 1 780       | 22,12       |        |        |
| Votants        | Votants               | Votants        | 5 906        | 73,40        | 6 266       | 77,88       |        |        |
| Blancs ou nuls | Blancs ou nuls        | Blancs ou nuls | 208          | 2,59         | 175         | 2,17        |        |        |
| Exprimés       | Exprimés              | Exprimés       | 5 698        | 70,82        | 6 091       | 75,70       |        |        |

### Cilaos
- Maire sortant : Paul-Franco Técher (UMP)
- 29 sièges à pourvoir au conseil municipal

|                | Paul-Franco Técher | UMP            | 2 278 | 58,79  | 23 |  |  |  |
|                | Jacques Técher     | PCR            | 1 597 | 41,21  | 6  |  |  |  |
|                |                    |                |       |        |    |  |  |  |
| Inscrits       | Inscrits           | Inscrits       | 4 762 | 100,00 |    |  |  |  |
| Abstentions    | Abstentions        | Abstentions    | 786   | 16,51  |    |  |  |  |
| Votants        | Votants            | Votants        | 3 976 | 83,49  |    |  |  |  |
| Blancs ou nuls | Blancs ou nuls     | Blancs ou nuls | 101   | 2,12   |    |  |  |  |
| Exprimés       | Exprimés           | Exprimés       | 3 875 | 81,37  |    |  |  |  |

### Entre-Deux
- Maire sortant : Bachil Moussa Valy (DVD)
- 29 sièges à pourvoir au conseil municipal

| Tête de liste  | Tête de liste      | Liste          | Premier tour | Premier tour | Second tour | Second tour | Sièges | Sièges |
| Tête de liste  | Tête de liste      | Liste          | Voix         | %            | Voix        | %           | CM     |        |
| -------------- | ------------------ | -------------- | ------------ | ------------ | ----------- | ----------- | ------ | ------ |
|                | Bachil Moussa Valy | DVD            | 1 770        | 48,88        | 2 302       | 68,86       | 25     |        |
|                | Daniel Tholozan    | DVD-UMP        | 840          | 23,20        | 1 041       | 31,14       | 4      |        |
|                | Alain Defaud       | PS             | 348          | 9,61         |             |             |        |        |
|                | Roland Clain       | DVD            | 321          | 8,86         |             |             |        |        |
|                | Raymond Gonthier   | DVG            | 188          | 5,19         |             |             |        |        |
|                | Jocelyn Ceus       | SE             | 154          | 4,25         |             |             |        |        |
|                |                    |                |              |              |             |             |        |        |
| Inscrits       | Inscrits           | Inscrits       | 4 659        | 100,00       | 4 659       | 100,00      |        |        |
| Abstentions    | Abstentions        | Abstentions    | 847          | 18,18        | 995         | 21,36       |        |        |
| Votants        | Votants            | Votants        | 3 812        | 81,82        | 3 664       | 78,64       |        |        |
| Blancs ou nuls | Blancs ou nuls     | Blancs ou nuls | 191          | 4,10         | 321         | 6,89        |        |        |
| Exprimés       | Exprimés           | Exprimés       | 3 621        | 77,72        | 3 343       | 71,75       |        |        |

### L'Étang-Salé
- Maire sortant : Jean-Claude Lacouture (UMP)
- 33 sièges à pourvoir au conseil municipal

|                | Jean-Claude Lacouture | UMP            | 4 024 | 56,34  | 27 |  |  |  |
|                | Fabrice Hoarau        | PCR            | 2 275 | 31,85  | 5  |  |  |  |
|                | Patrick Honorine      | DVD            | 464   | 6,50   | 1  |  |  |  |
|                | Joseph Payet          | PS             | 379   | 5,31   |    |  |  |  |
|                |                       |                |       |        |    |  |  |  |
| Inscrits       | Inscrits              | Inscrits       | 9 478 | 100,00 |    |  |  |  |
| Abstentions    | Abstentions           | Abstentions    | 2 109 | 22,25  |    |  |  |  |
| Votants        | Votants               | Votants        | 7 369 | 77,75  |    |  |  |  |
| Blancs ou nuls | Blancs ou nuls        | Blancs ou nuls | 227   | 2,40   |    |  |  |  |
| Exprimés       | Exprimés              | Exprimés       | 7 142 | 75,35  |    |  |  |  |

### La Plaine-des-Palmistes
- Maire sortant : Marc Luc Boyer (UMP)
- 27 sièges à pourvoir au conseil municipal

| Tête de liste  | Tête de liste             | Liste          | Premier tour | Premier tour | Second tour | Second tour | Sièges | Sièges |
| Tête de liste  | Tête de liste             | Liste          | Voix         | %            | Voix        | %           | CM     |        |
| -------------- | ------------------------- | -------------- | ------------ | ------------ | ----------- | ----------- | ------ | ------ |
|                | Marc Luc Boyer            | UMP            | 1 231        | 45,06        | 1 345       | 47,28       | 6      |        |
|                | Jean-Luc Saint-Lambert    | PS             | 856          | 31,33        | 1 500       | 52,72       | 21     |        |
|                | Paul Jean-Pierre Delattre | DVD            | 645          | 23,61        |             |             |        |        |
|                |                           |                |              |              |             |             |        |        |
| Inscrits       | Inscrits                  | Inscrits       | 3 457        | 100,00       | 3 457       | 100,00      |        |        |
| Abstentions    | Abstentions               | Abstentions    | 638          | 18,46        | 538         | 15,56       |        |        |
| Votants        | Votants                   | Votants        | 2 819        | 81,54        | 2 919       | 84,44       |        |        |
| Blancs ou nuls | Blancs ou nuls            | Blancs ou nuls | 87           | 2,52         | 74          | 2,14        |        |        |
| Exprimés       | Exprimés                  | Exprimés       | 2 732        | 79,03        | 2 845       | 82,30       |        |        |

### La Possession
- Maire sortant : Roland Robert (PCR)
- 35 sièges à pourvoir au conseil municipal

|                | Roland Robert    | PCR            | 5 397  | 52,37  | 28 |  |  |  |
|                | Lilian Malet     | DVG            | 1 520  | 14,75  | 2  |  |  |  |
|                | Jean-Yves Morel  | DVD            | 1 409  | 13,67  | 2  |  |  |  |
|                | Christian Pausé  | UMP            | 1 168  | 11,33  | 2  |  |  |  |
|                | Roland Lallemand | PS             | 812    | 7,88   | 1  |  |  |  |
|                |                  |                |        |        |    |  |  |  |
| Inscrits       | Inscrits         | Inscrits       | 16 918 | 100,00 |    |  |  |  |
| Abstentions    | Abstentions      | Abstentions    | 6 205  | 36,68  |    |  |  |  |
| Votants        | Votants          | Votants        | 10 713 | 63,32  |    |  |  |  |
| Blancs ou nuls | Blancs ou nuls   | Blancs ou nuls | 407    | 2,41   |    |  |  |  |
| Exprimés       | Exprimés         | Exprimés       | 10 306 | 60,92  |    |  |  |  |

### Le Port
- Maire sortant : Jean-Yves Langenier (PCR)
- 39 sièges à pourvoir au conseil municipal

|                | Jean-Yves Langenier | PCR            | 9 201  | 69,15  | 34 |  |  |  |
|                | Philippe Cadet      | DVD            | 2 786  | 20,94  | 4  |  |  |  |
|                | Patrick Bodzen      | UMP            | 827    | 6,22   | 1  |  |  |  |
|                | Jean-Brice Hérode   | SE             | 273    | 2,05   |    |  |  |  |
|                | Jean-Bernard Mahé   | DVD            | 219    | 1,65   |    |  |  |  |
|                |                     |                |        |        |    |  |  |  |
| Inscrits       | Inscrits            | Inscrits       | 2 592  | 100,00 |    |  |  |  |
| Abstentions    | Abstentions         | Abstentions    | 8 437  | 37,35  |    |  |  |  |
| Votants        | Votants             | Votants        | 14 155 | 62,55  |    |  |  |  |
| Blancs ou nuls | Blancs ou nuls      | Blancs ou nuls | 849    | 3,76   |    |  |  |  |
| Exprimés       | Exprimés            | Exprimés       | 13 306 | 58,90  |    |  |  |  |

### Le Tampon
- Maire sortant : Didier Robert (UMP)
- 49 sièges à pourvoir au conseil municipal

|                | Didier Robert      | UMP            | 21 500 | 61,39  | 40 |  |  |  |
|                | Jean-Jacques Vlody | PS             | 12 522 | 35,76  | 9  |  |  |  |
|                | Marie-Hélène Berne | PCR            | 998    | 2,85   |    |  |  |  |
|                |                    |                |        |        |    |  |  |  |
| Inscrits       | Inscrits           | Inscrits       | 50 542 | 100,00 |    |  |  |  |
| Abstentions    | Abstentions        | Abstentions    | 14 212 | 28,12  |    |  |  |  |
| Votants        | Votants            | Votants        | 36 330 | 71,88  |    |  |  |  |
| Blancs ou nuls | Blancs ou nuls     | Blancs ou nuls | 1 310  | 2,59   |    |  |  |  |
| Exprimés       | Exprimés           | Exprimés       | 35 020 | 69,29  |    |  |  |  |

### Les Avirons
- Maire sortant : Michel Dennemont (MoDem)
- 29 sièges à pourvoir au conseil municipal

|                | Michel Dennemont | MoDem          | 3 360 | 60,40  | 24 |  |  |  |
|                | Éric Ferrère     | UMP            | 1 656 | 29,77  | 4  |  |  |  |
|                | Jacky Grondin    | DVG            | 547   | 9,83   | 1  |  |  |  |
|                |                  |                |       |        |    |  |  |  |
| Inscrits       | Inscrits         | Inscrits       | 6 818 | 100,00 |    |  |  |  |
| Abstentions    | Abstentions      | Abstentions    | 1 045 | 15,33  |    |  |  |  |
| Votants        | Votants          | Votants        | 5 773 | 84,67  |    |  |  |  |
| Blancs ou nuls | Blancs ou nuls   | Blancs ou nuls | 210   | 3,08   |    |  |  |  |
| Exprimés       | Exprimés         | Exprimés       | 5 563 | 81,59  |    |  |  |  |

### Les Trois-Bassins
- Maire sortant : Pierre Heideger (DVD)
- 29 sièges à pourvoir au conseil municipal

| Tête de liste  | Tête de liste       | Liste          | Premier tour | Premier tour | Second tour | Second tour | Sièges | Sièges |
| Tête de liste  | Tête de liste       | Liste          | Voix         | %            | Voix        | %           | CM     |        |
| -------------- | ------------------- | -------------- | ------------ | ------------ | ----------- | ----------- | ------ | ------ |
|                | Pierre Heideger     | DVD            | 1 603        | 41,99        | 1 863       | 44,86       | 6      |        |
|                | Roland Ramakistin   | DVG            | 1 509        | 39,52        | 2 290       | 55,14       | 23     |        |
|                | Guillaume Élisabeth | DVD            | 399          | 10,45        |             |             |        |        |
|                | Franck Aly          | PS             | 307          | 8,04         |             |             |        |        |
|                |                     |                |              |              |             |             |        |        |
| Inscrits       | Inscrits            | Inscrits       | 5 329        | 100,00       | 5 328       | 100,00      |        |        |
| Abstentions    | Abstentions         | Abstentions    | 1 356        | 25,45        | 1 055       | 19,80       |        |        |
| Votants        | Votants             | Votants        | 3 973        | 74,55        | 4 273       | 80,20       |        |        |
| Blancs ou nuls | Blancs ou nuls      | Blancs ou nuls | 155          | 2,91         | 120         | 2,25        |        |        |
| Exprimés       | Exprimés            | Exprimés       | 3 818        | 71,65        | 4 153       | 77,95       |        |        |

### Petite-Île
- Maire sortant : Christophe Payet (PS)
- 33 sièges à pourvoir au conseil municipal

| Tête de liste  | Tête de liste   | Liste          | Premier tour | Premier tour | Second tour | Second tour | Sièges | Sièges |
| Tête de liste  | Tête de liste   | Liste          | Voix         | %            | Voix        | %           | CM     |        |
| -------------- | --------------- | -------------- | ------------ | ------------ | ----------- | ----------- | ------ | ------ |
|                | Serge Hoareau   | DVG            | 3 011        | 45,87        | 3 263       | 45,78       | 7      |        |
|                | Guito Ramoune   | PS             | 1 789        | 27,25        | 3 864       | 54,22       | 26     |        |
|                | François Rouxel | UMP            | 1 508        | 22,97        |             |             |        |        |
|                | Joël Xavier     | SE             | 256          | 3,90         |             |             |        |        |
|                |                 |                |              |              |             |             |        |        |
| Inscrits       | Inscrits        | Inscrits       | 8 927        | 100,00       | 8 927       | 100,00      |        |        |
| Abstentions    | Abstentions     | Abstentions    | 2 082        | 23,32        | 1 617       | 18,11       |        |        |
| Votants        | Votants         | Votants        | 6 845        | 76,68        | 7 310       | 81,89       |        |        |
| Blancs ou nuls | Blancs ou nuls  | Blancs ou nuls | 281          | 3,15         | 183         | 2,05        |        |        |
| Exprimés       | Exprimés        | Exprimés       | 6 564        | 73,53        | 7 127       | 79,84       |        |        |

### Saint-André
- Maire sortant : Jean-Paul Virapoullé (UMP)
- 43 sièges à pourvoir au conseil municipal

| Tête de liste  | Tête de liste          | Liste          | Premier tour | Premier tour | Second tour | Second tour | Sièges | Sièges |
| Tête de liste  | Tête de liste          | Liste          | Voix         | %            | Voix        | %           | CM     |        |
| -------------- | ---------------------- | -------------- | ------------ | ------------ | ----------- | ----------- | ------ | ------ |
|                | Éric Fruteau           | PCR            | 9 351        | 48,39        | 13 150      | 58,30       | 34     |        |
|                | Jean-Paul Virapoullé   | UMP            | 7 788        | 40,30        | 9 404       | 41,70       | 9      |        |
|                | Emmanuel Seriacaroupin | PS             | 2 187        | 11,32        |             |             |        |        |
|                |                        |                |              |              |             |             |        |        |
| Inscrits       | Inscrits               | Inscrits       | 28 338       | 100,00       | 28 676      | 100,00      |        |        |
| Abstentions    | Abstentions            | Abstentions    | 8 199        | 28,93        | 5 607       | 19,55       |        |        |
| Votants        | Votants                | Votants        | 20 139       | 71,07        | 23 069      | 80,45       |        |        |
| Blancs ou nuls | Blancs ou nuls         | Blancs ou nuls | 813          | 2,87         | 515         | 1,80        |        |        |
| Exprimés       | Exprimés               | Exprimés       | 19 326       | 68,20        | 22 554      | 78,65       |        |        |

### Saint-Benoît
- Maire sortant : Bertho Audifax (UMP)
- 39 sièges à pourvoir au conseil municipal

|                | Jean-Claude Fruteau         | PS             | 8 367  | 57,70  | 33 |  |  |  |
|                | Daniel Moreau               | UMP            | 3 153  | 21,74  | 4  |  |  |  |
|                | Valérie Gangnant            | DVG            | 1 428  | 9,85   | 2  |  |  |  |
|                | Jean-Yves Payet             | LO             | 683    | 4,71   |    |  |  |  |
|                | Jean-Pascal Carpaye         | SE             | 481    | 3,32   |    |  |  |  |
|                | Charles Daniel Lalecoupande | SE             | 389    | 2,68   |    |  |  |  |
|                |                             |                |        |        |    |  |  |  |
| Inscrits       | Inscrits                    | Inscrits       | 23 401 | 100,00 |    |  |  |  |
| Abstentions    | Abstentions                 | Abstentions    | 8 024  | 34,29  |    |  |  |  |
| Votants        | Votants                     | Votants        | 15 377 | 65,71  |    |  |  |  |
| Blancs ou nuls | Blancs ou nuls              | Blancs ou nuls | 876    | 3,74   |    |  |  |  |
| Exprimés       | Exprimés                    | Exprimés       | 14 501 | 61,97  |    |  |  |  |

### Saint-Denis
- Maire sortant : René-Paul Victoria (UMP)
- 55 sièges à pourvoir au conseil municipal

| Tête de liste  | Tête de liste        | Liste          | Premier tour | Premier tour | Second tour | Second tour | Sièges | Sièges |
| Tête de liste  | Tête de liste        | Liste          | Voix         | %            | Voix        | %           | CM     |        |
| -------------- | -------------------- | -------------- | ------------ | ------------ | ----------- | ----------- | ------ | ------ |
|                | René-Paul Victoria * | UMP            | 15 961       | 34,55        | 23 752      | 46,17       | 12     |        |
|                | Gilbert Annette      | PS-Verts-MRA   | 15 785       | 34,17        | 27 693      | 53,83       | 43     |        |
|                | Gino Ponin-Ballom    | DVD            | 3 876        | 8,39         |             |             |        |        |
|                | Michel Tamaya        | DVG            | 3 654        | 7,91         |             |             |        |        |
|                | Nadia Ramassamy      | DVD            | 3 352        | 7,26         |             |             |        |        |
|                | Michel Lagourgue     | MD             | 3 117        | 6,75         |             |             |        |        |
|                | Marie-Paule Abriska  | DVD            | 451          | 0,98         |             |             |        |        |
|                |                      |                |              |              |             |             |        |        |
| Inscrits       | Inscrits             | Inscrits       | 85 934       | 100,00       | 85 965      | 100,00      |        |        |
| Abstentions    | Abstentions          | Abstentions    | 37 708       | 43,88        | 31 757      | 36,94       |        |        |
| Votants        | Votants              | Votants        | 48 226       | 56,12        | 54 208      | 63,06       |        |        |
| Blancs ou nuls | Blancs ou nuls       | Blancs ou nuls | 2 580        | 2,36         | 2 763       | 3,21        |        |        |
| Exprimés       | Exprimés             | Exprimés       | 46 196       | 53,76        | 51 445      | 59,84       |        |        |

### Saint-Joseph
- Maire sortant : Patrick Lebreton (PS)
- 39 sièges à pourvoir au conseil municipal

|                | Patrick Lebreton | PS             | 13 774 | 75,85  | 35 |  |  |  |
|                | Josie Hoareau    | UMP            | 2 253  | 12,41  | 2  |  |  |  |
|                | Franco Loricourt | MoDem          | 2 132  | 11,74  | 2  |  |  |  |
|                |                  |                |        |        |    |  |  |  |
| Inscrits       | Inscrits         | Inscrits       | 24 954 | 100,00 |    |  |  |  |
| Abstentions    | Abstentions      | Abstentions    | 6 105  | 24,47  |    |  |  |  |
| Votants        | Votants          | Votants        | 18 849 | 75,53  |    |  |  |  |
| Blancs ou nuls | Blancs ou nuls   | Blancs ou nuls | 690    | 2,77   |    |  |  |  |
| Exprimés       | Exprimés         | Exprimés       | 18 159 | 72,77  |    |  |  |  |

### Saint-Leu
- Maire sortant : Jean-Luc Poudroux (UMP)
- 35 sièges à pourvoir au conseil municipal

| Tête de liste  | Tête de liste              | Liste          | Premier tour | Premier tour | Second tour | Second tour | Sièges | Sièges |
| Tête de liste  | Tête de liste              | Liste          | Voix         | %            | Voix        | %           | CM     |        |
| -------------- | -------------------------- | -------------- | ------------ | ------------ | ----------- | ----------- | ------ | ------ |
|                | Thierry Robert             | MoDem          | 6 482        | 46,28        | 8 790       | 58,26       | 28     |        |
|                | Jean-Luc Poudroux          | UMP            | 5 666        | 40,46        | 6 297       | 41,74       | 7      |        |
|                | Jean-Philippe Boisvilliers | PS             | 1 032        | 7,37         |             |             |        |        |
|                | Nathalie Dompy             | COM            | 518          | 3,70         |             |             |        |        |
|                | Henri-Paul Hoarau          | DVD            | 307          | 2,19         |             |             |        |        |
|                |                            |                |              |              |             |             |        |        |
| Inscrits       | Inscrits                   | Inscrits       | 19 813       | 100,00       | 20 051      | 100,00      |        |        |
| Abstentions    | Abstentions                | Abstentions    | 5 226        | 26,38        | 4 419       | 22,04       |        |        |
| Votants        | Votants                    | Votants        | 14 587       | 73,62        | 15 632      | 77,96       |        |        |
| Blancs ou nuls | Blancs ou nuls             | Blancs ou nuls | 582          | 2,94         | 545         | 2,72        |        |        |
| Exprimés       | Exprimés                   | Exprimés       | 14 005       | 70,69        | 15 087      | 75,24       |        |        |

### Saint-Louis
- Maire sortant : Cyrille Hamilcaro (NC)
- 43 sièges à pourvoir au conseil municipal

| Tête de liste  | Tête de liste        | Liste          | Premier tour | Premier tour | Second tour | Second tour | Sièges | Sièges |
| Tête de liste  | Tête de liste        | Liste          | Voix         | %            | Voix        | %           | CM     |        |
| -------------- | -------------------- | -------------- | ------------ | ------------ | ----------- | ----------- | ------ | ------ |
|                | Claude Hoarau        | PCR            | 12 714       | 45,88        | 14 941      | 50,66       | 33     |        |
|                | Cyrille Hamilcaro    | NC-UMP         | 12 278       | 44,30        | 14 549      | 49,34       | 10     |        |
|                | Philippe Rangama     | DVG (PEUP)     | 905          | 3,27         |             |             |        |        |
|                | Krishna Badamia      | PCR diss.      | 779          | 2,81         |             |             |        |        |
|                | Marc-André Hoarau    | DVD            | 659          | 2,38         |             |             |        |        |
|                | Serge-Arnaud Rangama | DVD            | 379          | 1,37         |             |             |        |        |
|                |                      |                |              |              |             |             |        |        |
| Inscrits       | Inscrits             | Inscrits       | 35 014       | 100,00       | 34 993      | 100,00      |        |        |
| Abstentions    | Abstentions          | Abstentions    | 6 576        | 18,78        | 4 711       | 13,46       |        |        |
| Votants        | Votants              | Votants        | 28 438       | 81,22        | 30 282      | 86,54       |        |        |
| Blancs ou nuls | Blancs ou nuls       | Blancs ou nuls | 724          | 2,07         | 792         | 2,26        |        |        |
| Exprimés       | Exprimés             | Exprimés       | 27 714       | 79,15        | 29 490      | 84,27       |        |        |

### Saint-Paul
- Maire sortant : Alain Bénard (UMP)
- 53 sièges à pourvoir au conseil municipal

| Tête de liste  | Tête de liste         | Liste          | Premier tour | Premier tour | Second tour | Second tour | Sièges | Sièges |
| Tête de liste  | Tête de liste         | Liste          | Voix         | %            | Voix        | %           | CM     |        |
| -------------- | --------------------- | -------------- | ------------ | ------------ | ----------- | ----------- | ------ | ------ |
|                | Alain Bénard          | UMP            | 17 908       | 43,18        | 23 204      | 49,85       | 13     |        |
|                | Huguette Bello        | PCR            | 17 445       | 42,06        | 23 342      | 50,15       | 40     |        |
|                | Thierry Araye         | DVG            | 2 690        | 6,49         |             |             |        |        |
|                | Jean-François Bosviel | DVD            | 1 544        | 3,72         |             |             |        |        |
|                | José Lauret           | DVD            | 957          | 2,31         |             |             |        |        |
|                | Clovis Pavaye         | DVD            | 686          | 1,65         |             |             |        |        |
|                | Sylvain Vinguédassamy | DVG            | 242          | 0,58         |             |             |        |        |
|                |                       |                |              |              |             |             |        |        |
| Inscrits       | Inscrits              | Inscrits       | 66 169       | 100,00       | 66 185      | 100,00      |        |        |
| Abstentions    | Abstentions           | Abstentions    | 22 836       | 34,51        | 18 046      | 27,27       |        |        |
| Votants        | Votants               | Votants        | 43 333       | 65,49        | 48 139      | 72,73       |        |        |
| Blancs ou nuls | Blancs ou nuls        | Blancs ou nuls | 1 861        | 2,81         | 1 593       | 2,41        |        |        |
| Exprimés       | Exprimés              | Exprimés       | 41 472       | 62,68        | 46 546      | 70,33       |        |        |

### Saint-Philippe
- Maire sortant : Hugues Salvan (UMP)
- 27 sièges à pourvoir au conseil municipal

| Tête de liste  | Tête de liste     | Liste          | Premier tour | Premier tour | Second tour | Second tour | Sièges | Sièges |
| Tête de liste  | Tête de liste     | Liste          | Voix         | %            | Voix        | %           | CM     |        |
| -------------- | ----------------- | -------------- | ------------ | ------------ | ----------- | ----------- | ------ | ------ |
|                | Hugues Salvan     | UMP            | 1 154        | 37,24        | 1 401       | 42,47       | 20     |        |
|                | Didier Dalleau    | PS             | 842          | 27,17        | 1 262       | 38,25       | 5      |        |
|                | Jacky Fiarda      | DVG            | 510          | 16,46        | 636         | 19,28       | 2      |        |
|                | Fridelin Courtois | DVD            | 466          | 15,04        |             |             |        |        |
|                | Éric Alendroit    | SE             | 127          | 4,10         |             |             |        |        |
|                |                   |                |              |              |             |             |        |        |
| Inscrits       | Inscrits          | Inscrits       | 4 179        | 100,00       | 4 179       | 100,00      |        |        |
| Abstentions    | Abstentions       | Abstentions    | 982          | 23,50        | 779         | 18,64       |        |        |
| Votants        | Votants           | Votants        | 3 197        | 76,50        | 3 400       | 81,36       |        |        |
| Blancs ou nuls | Blancs ou nuls    | Blancs ou nuls | 98           | 2,35         | 101         | 2,42        |        |        |
| Exprimés       | Exprimés          | Exprimés       | 3 099        | 74,16        | 3 299       | 78,94       |        |        |

### Saint-Pierre
- Maire sortant : Michel Fontaine (UMP)
- 49 sièges à pourvoir au conseil municipal

|                | Michel Fontaine | UMP            | 18 892 | 53,53  | 38 |  |  |  |
|                | Élie Hoarau     | PCR            | 15 339 | 43,46  | 11 |  |  |  |
|                | Raymond Vimbaye | DVG            | 1 063  | 3,01   |    |  |  |  |
|                |                 |                |        |        |    |  |  |  |
| Inscrits       | Inscrits        | Inscrits       | 53 432 | 100,00 |    |  |  |  |
| Abstentions    | Abstentions     | Abstentions    | 16 137 | 30,20  |    |  |  |  |
| Votants        | Votants         | Votants        | 37 295 | 69,80  |    |  |  |  |
| Blancs ou nuls | Blancs ou nuls  | Blancs ou nuls | 2 001  | 3,74   |    |  |  |  |
| Exprimés       | Exprimés        | Exprimés       | 35 294 | 66,05  |    |  |  |  |

### Sainte-Marie
- Maire sortant : Jean-Louis Lagourgue (DVD)
- 39 sièges à pourvoir au conseil municipal

|                | Jean-Louis Lagourgue | DVD            | 7 322  | 60,78  | 32 |  |  |  |
|                | Mario Lechat         | DVG            | 2 438  | 20,24  | 4  |  |  |  |
|                | Didier Gopal         | PS             | 1 849  | 15,35  | 3  |  |  |  |
|                | Jean-Louis Latouche  | SE             | 437    | 3,63   |    |  |  |  |
|                |                      |                |        |        |    |  |  |  |
| Inscrits       | Inscrits             | Inscrits       | 19 920 | 100,00 |    |  |  |  |
| Abstentions    | Abstentions          | Abstentions    | 7 474  | 37,52  |    |  |  |  |
| Votants        | Votants              | Votants        | 12 446 | 62,48  |    |  |  |  |
| Blancs ou nuls | Blancs ou nuls       | Blancs ou nuls | 400    | 2,01   |    |  |  |  |
| Exprimés       | Exprimés             | Exprimés       | 12 046 | 60,47  |    |  |  |  |

### Sainte-Rose
- Maire sortant : Bruno Mamindy-Pajany (DVD)
- 29 sièges à pourvoir au conseil municipal

| Tête de liste  | Tête de liste                 | Liste          | Premier tour | Premier tour | Second tour | Second tour | Sièges | Sièges |
| Tête de liste  | Tête de liste                 | Liste          | Voix         | %            | Voix        | %           | CM     |        |
| -------------- | ----------------------------- | -------------- | ------------ | ------------ | ----------- | ----------- | ------ | ------ |
|                | Michel Vergoz                 | PS             | 2 058        | 45,81        | 2 303       | 49,03       | 7      |        |
|                | Bruno Mamindy-Pajany          | DVD-UMP        | 2 005        | 44,63        | 2 394       | 50,97       | 22     |        |
|                | Fabrice Juppin de Fondaumière | DVG            | 237          | 5,28         |             |             |        |        |
|                | Betty Heekeng                 | DVD            | 192          | 4,27         |             |             |        |        |
|                |                               |                |              |              |             |             |        |        |
| Inscrits       | Inscrits                      | Inscrits       | 5 448        | 100,00       | 5 435       | 100,00      |        |        |
| Abstentions    | Abstentions                   | Abstentions    | 814          | 14,94        | 628         | 11,55       |        |        |
| Votants        | Votants                       | Votants        | 4 634        | 85,06        | 4 807       | 88,45       |        |        |
| Blancs ou nuls | Blancs ou nuls                | Blancs ou nuls | 142          | 2,61         | 110         | 2,02        |        |        |
| Exprimés       | Exprimés                      | Exprimés       | 4 492        | 82,45        | 4 697       | 86,42       |        |        |

### Sainte-Suzanne
- Maire sortant : Maurice Gironcel (PCR)
- 35 sièges à pourvoir au conseil municipal

|                | Maurice Gironcel          | PCR            | 6 371  | 63,20  | 31 |  |  |  |
|                | Antonio Grondin           | DVD            | 977    | 9,69   | 1  |  |  |  |
|                | Alain Sinaretty-Ramaretty | SE             | 933    | 9,26   | 1  |  |  |  |
|                | André Boyer               | UMP            | 786    | 7,80   | 1  |  |  |  |
|                | Eddy Adékalom             | DVG            | 657    | 6,52   | 1  |  |  |  |
|                | Jérôme Imazoute           | DVD (AMPR)     | 277    | 2,75   |    |  |  |  |
|                | Jean-Jacques Amany        | SE             | 79     | 0,78   |    |  |  |  |
|                |                           |                |        |        |    |  |  |  |
| Inscrits       | Inscrits                  | Inscrits       | 14 992 | 100,00 |    |  |  |  |
| Abstentions    | Abstentions               | Abstentions    | 4 424  | 29,51  |    |  |  |  |
| Votants        | Votants                   | Votants        | 10 568 | 70,49  |    |  |  |  |
| Blancs ou nuls | Blancs ou nuls            | Blancs ou nuls | 488    | 3,26   |    |  |  |  |
| Exprimés       | Exprimés                  | Exprimés       | 10 080 | 67,24  |    |  |  |  |

### Salazie
- Maire sortant : Stéphane Fouassin (UMP)
- 29 sièges à pourvoir au conseil municipal

|                | Stéphane Fouassin    | UMP            | 2 654 | 63,19  | 24 |  |  |  |
|                | Hilaire Maillot      | DVD            | 1 230 | 29,29  | 4  |  |  |  |
|                | Jean-Jacques Grondin | PS             | 316   | 7,52   | 1  |  |  |  |
|                |                      |                |       |        |    |  |  |  |
| Inscrits       | Inscrits             | Inscrits       | 5 529 | 100,00 |    |  |  |  |
| Abstentions    | Abstentions          | Abstentions    | 1 189 | 21,50  |    |  |  |  |
| Votants        | Votants              | Votants        | 4 340 | 78,50  |    |  |  |  |
| Blancs ou nuls | Blancs ou nuls       | Blancs ou nuls | 140   | 2,53   |    |  |  |  |
| Exprimés       | Exprimés             | Exprimés       | 4 200 | 75,96  |    |  |  |  |